# Vhils
 (octobre 2013).
Si vous disposez d'ouvrages ou d'articles de référence ou si vous connaissez des sites web de qualité traitant du thème abordé ici, merci de compléter l'article en donnant les références utiles à sa vérifiabilité et en les liant à la section « Notes et références ».
Alexandre Farto, alias Vhils est un artiste peintre portugais né le 1er janvier 1987. Il commence à graffer et à exprimer sa poésie sous le nom de Vhils au début des années 2000.

## Biographie
Alexandre Farto, connu sous le nom de Vhils, a grandi à Seixal, dans une banlieue de Lisbonne en pleine transformation. Il découvre le graffiti vers l'âge de 13 ans et l'utilise comme outil d'expression. C'est d'ailleurs par cette pratique que Vhils s'éveille à l'art et à tout son univers.
Après avoir commencé des études de graphisme et d'animation 2D/3D, il quitte Lisbonne et déménage à Londres en 2007 pour étudier les Beaux Arts à la célèbre Central Saint Martins College of Art and Design. En 2008, il obtient une reconnaissance internationale au Cans Festival de Londres, lorsque l’une de ses œuvres de sa série « Scratching the Surface » est exposée à côté de celle de Banksy, artiste renommé du street art. La photo des deux œuvres fait la une du journal The Times.
Son premier Solo Show chez Lazarides était en 2009. Depuis, il voyage et expose dans le monde entier, de Shanghai à Philadelphie, en passant par Paris, s’inspirant des cultures pour créer.
En 2023, il réalise une peinture murale pour le siège de l'UNESCO. C'est la première œuvre de street art à rejoindre les murs de l'organisation.

## Œuvre
Le mur est le support de prédilection de Vhils. Après la révolution des Œillets en 1974, les murs tombaient en ruine et devenaient en quelque sorte les témoins de l’évolution de ces villes portugaises. Chaque mur raconte l’histoire d’un lieu. Avec l’évolution de la société de consommation, ces murs étaient recouverts d’affiches publicitaires, puis de graffiti et de nouveau recouverts d’affiches, et ainsi de suite. Vhils s’intéresse aux murs chargés d’histoire, et pourtant délaissés. Au lieu d’ajouter des couches successives aux murs, l’artiste décide de « retirer pour révéler… ». Par son travail Scratching the Surface, Vhils sculpte des portraits de personnes anonymes sur des pans de murs dans la ville, et redonne ainsi de la valeur à ces murs délaissés et abandonnés.
Vhils continue à pousser toujours plus loin sa réflexion en s'inspirant de nombreux artistes tels que Gordon Matta-Clark, Katherina Grosse, JR, Conor Harrington, Word 2 Mother, NeckFace, Faile, Blu, Gaia, Barry McGee ou encore Os Gêmeos.

### Influence
Le travail de Banksy a eu une influence pendant la phase de recherche de Vhils. Il lui a permis d'approfondir sa réflexion sur le concept du street art.

### Démarche artistique
Avant de commencer son travail de sculpture, l’artiste esquisse à la peinture ses portraits. C’est à l’aide de burin, marteau piqueur et autres ustensiles que Vhils commence à gratter la surface du mur, à révéler successivement les différentes couches qui le constituent. La démarche peut paraitre brutale et violente de prime abord mais selon Vhils, le résultat gagne ainsi en poésie et en expressivité. Petit à petit, un portrait se révèle. Des expressions et des émotions différentes émanent de ces portraits qui expriment comment les habitants ressentent la ville. Le jeu d’ombre et de lumière accentue le relief de ces visages. Par son travail, l’artiste donne alors une identité au mur. Ses œuvres montrent la relation étroite entre la ville et ses habitants, comment la ville façonne ses habitants et comment les habitants sculptent la ville.

### Technique
L’œuvre de Vhils ne se limite pas aux murs : il explore et expérimente d’autres techniques et d’autres médiums comme l’acide, les explosifs, la sérigraphie, des portraits sculptés dans un bloc de polystyrène ou encore des collages d’affiches publicitaires récupérées dans les rues de la ville. Toutes ses œuvres ont tout de même un point commun, celui de montrer les influences réciproques entre une ville et ses habitants.

## Carrière artistique

### Études
Entre 2007 et 2008, il étudie à l'University of the Arts de Londres puis à la Central Saint Martins, Byam Shaw Fine Art Skills et Practices, également à Londres.

### Expositions individuelles
- 2020
  - Momentum, Galerie Magda Danysz, Paris[6]
- 2018
  - Fragments Urbains - Le Centquatre, Paris.
  - Décombres, Magda Danysz Gallery, Paris.
- 2017
  - VHILS X CAFA MUSUEM - PÉKIN, CAFA Museum, Pékin[7]
- 2014
  - Vestiges, Magda Danysz Gallery, Paris[8]
- 2013
  - Fragmentos, Clark Art Center, Rio de Janeiro, Brésil
  - Dissolve, Skalitzers Gallery, Sydney, Australie

- 2012
  - Devoid, Lazarides Gallery, Londres, Royaume-Uni
  - Entropy, Magda Danysz Gallery, Paris, France
  - Diorama, Vera Cortês Art Agency, Lisbonne, Portugal
  - Visceral, Magda Danysz Gallery, Shanghai, Chine

- 2011
  - Detritos, Galeria Presença, Porto, Portugal

- 2009
  - Scratching the Surface, Lazarides Gallery, Londres, Royaume-Uni

- 2008
  - Even If You Win the Rat Race, You’re Still a Rat, Vera Cortês Art Agency, Lisbonne, Portugal
- 2024
  - Multitude au Millennium Iconoclast Museum of Art (MIMA), Bruxelles, Belgique[9]

### Expositions collectives
- 2003 : 
  - Arte Urbana, Exposition collective, Vila Franca De Xira, Portugal.
  - 8th Young Painters Prize Show, Culturgest, Lisbonne.

- 2004 : ¼ De Graff #2, Exposition collective, Oficina da Juventude, Miratejo, Portugal.

- 2005 :
  - Graffiti Show, Escola Adães Bermudes, Alcobaça, Portugal.
  - Visual Street Performance, exposition par The Collective (Hbsr, Klit, Ram, Hium, Time And Mar). Interpress, Bairro Alto, Lisbonne.
  - Graffiti2005, Exposition collective avec Ram And Mosaik, Centro Cultural Malaposta, Odivelas, Portugal.

- 2006 :
  - Visual Street Performance III, exposition par the Collective (Hbsr, Klit, Ram, Hium, Vhils–Alexandre Farto, Time And Mar), Fábrica do Braço de Prata, Lisbonne et Interpress, Bairro Alto, Lisbonne.
  - Compact Life, Vera Cortes Agencia de Arte.
  - Centro Cultural Maus Hábitos, Hábitos de Rua, Exposition collective avec Klit, Hbsr, Hium, Ram, Kayo, Kaos, Eith et Boris Hoppek (Espagne).

- 2007 : Visual Street Performance 2007, Braço de Prata Factory, Braço de Prata, Lisbonne. Exposition collective avec Hbsr, Klit, Ram, Hium, Vhils - Alexandre Farto, Time And Mar.

- 2008 :
  - Outsiders, Lazarides, New York. Artistes : Faile, Paul Insect, JR, Antony Micallef, Jonathan Yeo, Miranda Donovan, Invader, David Choe, Mark Jenkins, Todd James, Vhils, Polly Morgan, Mode 2, BAST, Conor Harrington, Zevs, Blu, Borf et Ian Francis.
  - Under A Red Sky, StolenSpace Gallery, Londres. Artistes: Vitche (Brésil), Jana (Brésil), Vhils (Portugal), Word To Mother (Royaume-Uni), Shepard Fairey (États-Unis) & Andrew McAttee (Royaume-Uni).

- 2009 :
  - Griffters, Lazarides Gallery, 11 Rathbone Place, Londres. Avec Faile, Paul Insect, JR, Antony Micallef, Jonathan Yeo, Miranda Donovan, Invader, David Choe, Mark Jenkins, Todd James, Vhils, Polly Morgan, Mode 2, BAST, Conor Harrington, Zevs, Blu, Borf et Ian Francis.
  - Exposição *04, Bes Arte e Finança, Lisbonne.
  - Fame Festival 2009, Grottaglie South Italy.
  - Visual Street Performance 2009, Primary School of Rua das Gaivotas, Lisbonne, avec : HBSR, Hium, I am From Lx, Klit, Mar, Mosaik, Time, Vhils (Alexandre Farto), David Walker, Smile, Uber, Chure, Bray, Speedy, Nurea et Glam.
  - Grow-up, Lazarides Gallery, 11 Rathbone Place, Londres. Faile, Paul Insect, JR, Antony Micallef, Jonathan Yeo, Miranda Donovan, Invader, David Choe, Mark Jenkins, Todd James, Vhils, Polly Morgan, Mode 2, BAST, Conor Harrington, Zevs, Blu, Borf et Ian Francis.

- 2010 :
  - Underdogs, Vera Cortes Agencia de Arte, Mar, Ram, Smart Bastard, Vhils, Adres, Sphiza, Kusca, Tosco.
  - NuArt 2010 Festival, Norvège : Blu, Vhils, Roa, Dolk, Ericailcane, Evol, M-city, Sten Lex, DotMasters, Alexandros Vasmoulakis.
  - Viva la Revolucion: A Dialogue with the Urban Landscape, Museum of Contemporary Art San Diego, Californie, avec Akay (Suède), Banksy (Royaume-Uni), Blu (Italie), Mark Bradford (États-Unis), William Cordova (États-Unis), Date Farmers (États-Unis), Stephan Doitschinoff [CALMA] (Brésil), Dr. Lakra (Mexique), Dzine (États-Unis), David Ellis (États-Unis), FAILE (États-Unis), Shepard Fairey (États-Unis), Invader (France), JR (France), Barry McGee (États-Unis) Ryan McGinness (États-Unis), Moris (Mexique), Os Gêmeos (Brésil), Swoon (États-Unis), Vhils (Portugal).
  - Fame Festival 2010, Grottaglie South Italy, Blu (Italie)
  - Eurotrash, Lazarides Gallery, 320 North Beverly Drive, Los Angeles. Jr, Conor Harrington, Antony Micaleff, Alexandre Farto.
  - Arte em Movimento, Carris, Alexandre Farto aka Vhils, Susana Anágua, Vasco Araújo, Susana Mendes Silva.

- 2011 :
  - Shadows and Reflections, Magda Danysz Gallery, Paris.
  - MACE, Museu de arte contemporânea de Elvas, Alexandre Estrela, Alexandre Farto Aka Vhils, Ana Rito, Isabel Simões, João Louro, Luís Palma, Maria Lusitano, Marta Soares, Mauro Cerqueira, Miguel Ângelo Rocha, ±MAISMENOS±, Nuno Sousa Vieira, Pedro Barateiro, Rodrigo Oliveira e Rui Chafes.

- 2012 : Au-delà du street art, L'Adresse Musée de La Poste, Paris

- 2013 :
  - Tour Paris 13, Paris, France[10]
- 2014:
  - Black and White - Prolongation, Magda Danysz Gallery, Paris[11]
- 2015:
  - Sleeping Beauty, Magda Danysz Gallery, Paris[12]
- 2016:
  - Knock on Wood, Magda Danysz Gallery, Paris[13]
  - Fireworks, Magda Danysz Gallery, Paris[14]
- 2024 : ▪︎ We are Here, au petit Palais de Paris, Galerie Itinerrance, Paris

### Autres
- 2008 : Cans Festival, artistes : Bsas Stencil, Run Don’t Walk, James Dodd, Tom Civil, Vexta, Prism, Daniel Melim, Altocontraste, Bandit, Roadsworth, 3D Del Naja, Artiste-Ouvrier. Blek, Sten, Sadhu, C215, Lucamaleonte, Lex, Orticancvoodles, Kaagman, Dolk, Pobel, M-City, Vhils, Btoy, Coolture, Schhh, Borbo, Sam3, Faile, Eine, John Grider, Logan Hicks, Pure Evil, Dot masters, Dan, Eelus et Banksy.
- 2009 : O futuro não conheço. O passado, já o não tenho, entrée de l’immeuble ABBC.
- 2010 : ArtBo art fair : Bogotá, Vera Cortes Agencia de Arte.
- 2012 : poster collage pour Le M.U.R. (Association LE M.U.R Modulable Urbain Reactif), Paris.
- 2014 : Les Signes du Temps, piscine Molitor, Paris[15] .
- 2022 : Strates Urbaines, aéroport d'Orly (métro de Paris)[16].
- 2017 : Festival Ono’u, Papeete[17].

### Galerie

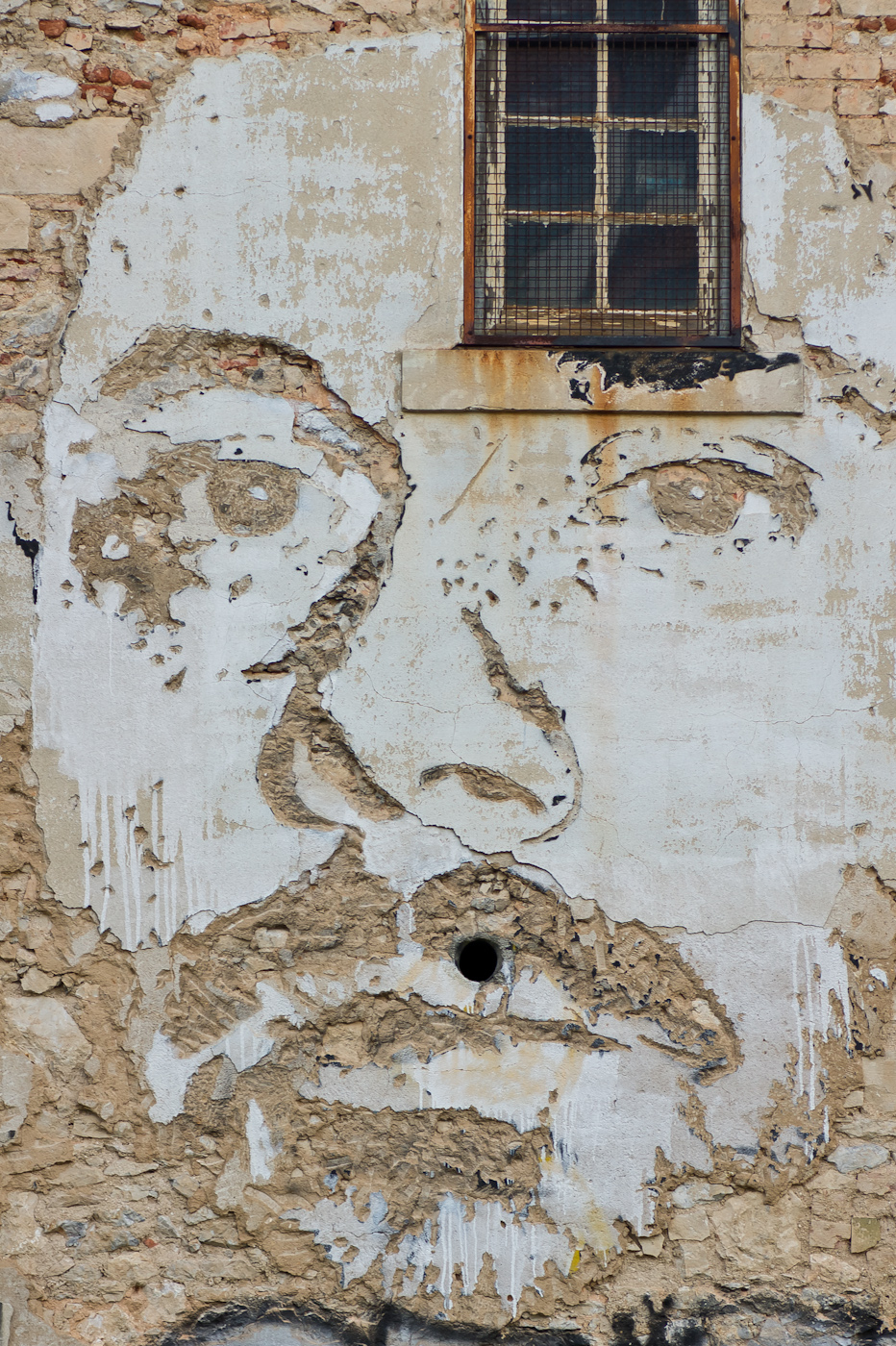
Autoportrait mural.
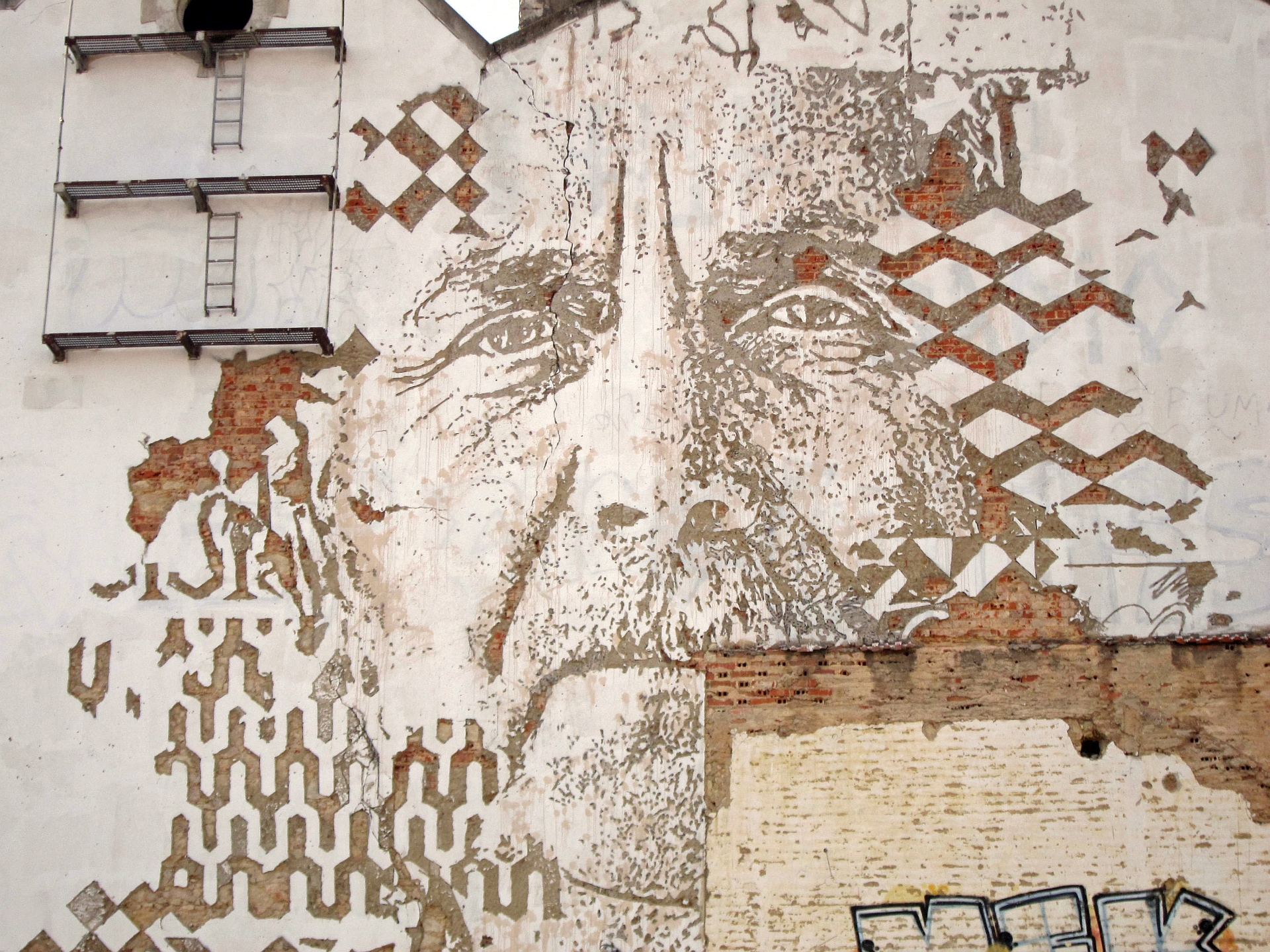
Vhils - Sified wall.
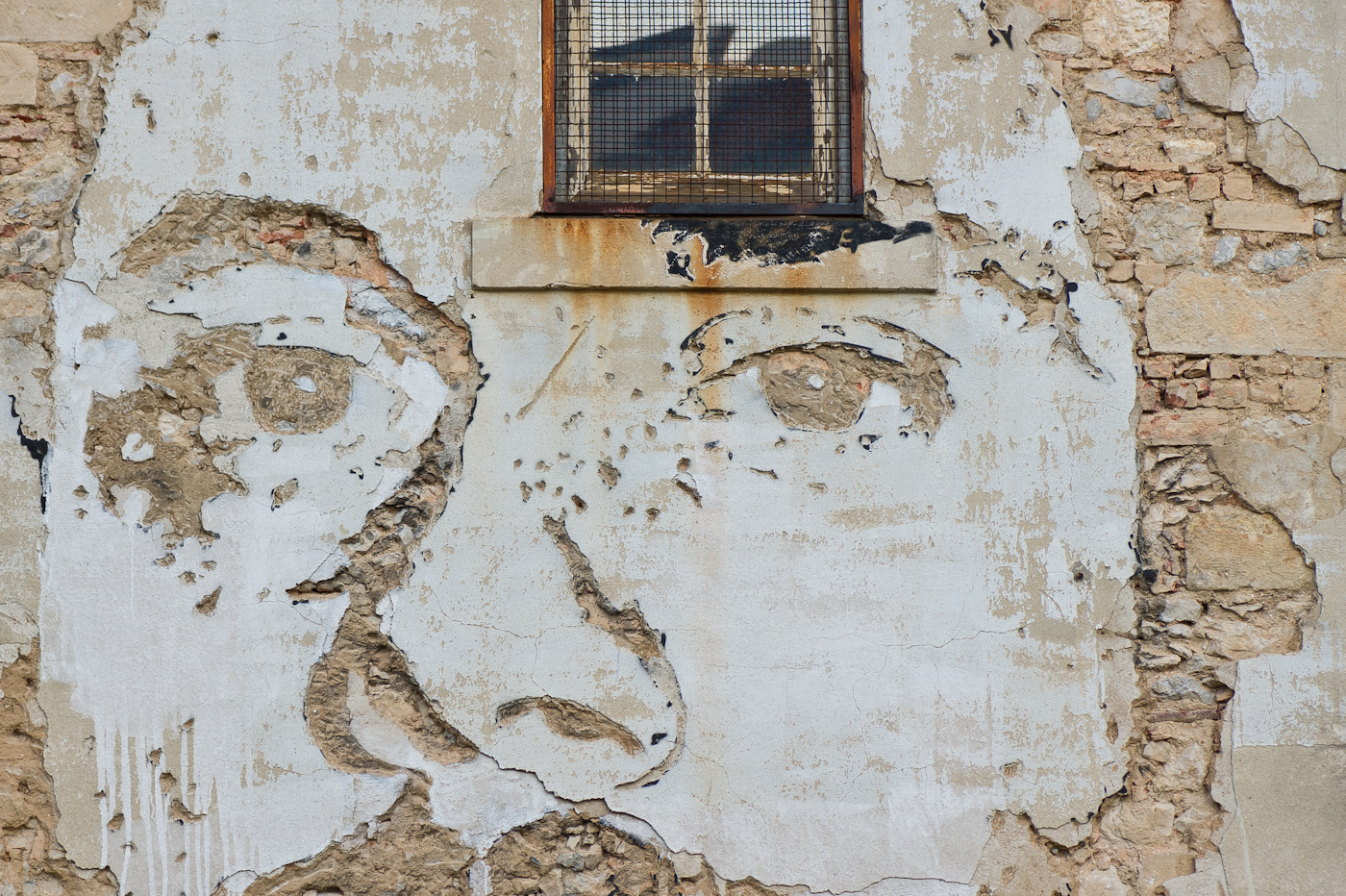
Vhils - Retrato en pared.
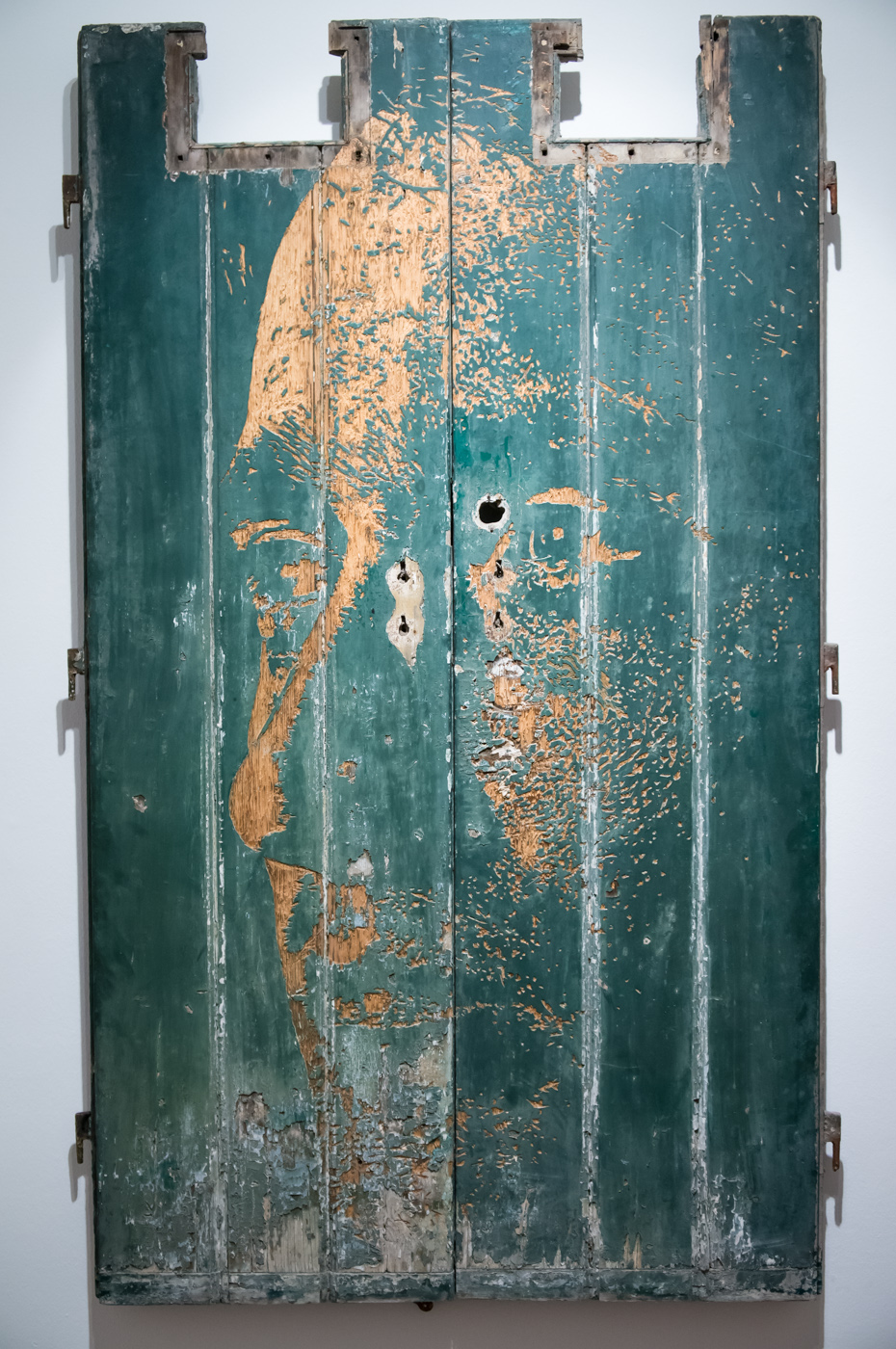
Vhils - Diorama.